# Nirvana (banda de Reino Unido)
Nirvana es una banda estadounidense de rock progresivo creada en 1967, principalmente activa en los finales de la década de los años 1980 y principios de los años 1990 aunque aún activa en la actualidad.

## Historia
La banda nació en el verano de 1967 en un momento en que la música pop-rock con arreglos barrocos y de cámara e instrumentación era altamente apreciada. Estaba constituida por dos cantautores: el griego Alex Spyropoulos y el irlandés Patrick Campell-Lyons, quienes se conocieron en Londres. Ambos produjeron ciertos singles (los más notables: Rainbow Chaser, Pentecost Hotel y Tiny Goddess) para la marca Island Records.
El contrato con la banda fue firmado por el fundador de la Island Records Chris Blackwell en la misma época en que también firmó con Traffic y Free. Blackwell consideró Nirvana como uno de sus contratos más importantes en los inicios de su incursión en el rock progresivo, e hizo que ésta se presentara en importantes conciertos tales como los del Saville Theatre de Londres.
En octubre de 1967, el grupo lanzó su primer álbum, uno de tipo conceptual llamado The Story of Simon Simopath. Tal lanzamiento fue quizás el primero de la historia de los álbumes conceptuales y precedió a otros como el S.F. Sorrow de Pretty Things (diciembre de 1968), Tommy de The Who (abril de 1969) y Arthur de The Kinks (septiembre de 1969).
En términos musicales la banda mezcló diferentes estilos como el rock, el pop, el folk, el jazz, ritmos latinos y música clásica (en sus inicios con un estilo barroco de cámara) para crear una identidad única.
Al año siguiente, 1968, su álbum All of Us continuó un estilo musical similar. El tercero, de 1969, To Markos III fue lanzado bajo la marca Pye.
En 1971 el dúo se separó amigablemente por un tiempo, aunque en ese mismo año publicaron un nuevo álbum Local Anaesthetic y Songs of Love and Praise al año siguiente. Campbell-Lyons trabajó en solitario en discos como Me And My Friend de 1973, Electric Plough de 1981, y The Hero I Might Have Been de 1983.
Aunque en general la banda no fue un gran éxito comercial si, desde sus inicios, fue aclamada por los profesionales y críticos de la industria de la música.

### Reunión
La banda se reunió en 1985 para un tour en Europa y el lanzamiento de una compilación en un álbum llamado Black Flower (tal había sido el nombre provisional de su tercer álbum). La no revelación de términos de un acuerdo con la banda estadounidense de grunge Nirvana permitió que los Nirvana originales continuaran utilizando su nombre e incluso publicando nuevas grabaciones. En 1990 se lanzaron dos discos más: Secret Theatre, de 1994, compilaba materiales desconocidos y demos, mientras Orange And Blue (1996) contenía materiales ya grabados pero nunca lanzados incluyendo un cover en forma de parodia de la canción "Lithium" originalmente grabada por los Nirvana de Kurt Cobain.
En 1999, la banda publicó una antología en 3 CD titulada Chemistry, que incluía una gran cantidad de temas hasta el momento nunca lanzados y nuevas canciones.
Sus tres primeros álbumes fueron republicados en CD por Universal y recibieron gran ovación de la crítica. En 2005, la Universal de Japón hizo lo mismo con Local Anaesthetic y Songs Of Love And Praise.

## Estilo musical
El grupo estaba insertado en cierto tipo de pop-rock melódico con influencia barroca. La mayoría de sus temas se enmarcan dentro de un amplio género de música popular contemporánea algo difícil de categorizar pero sí original y quizás mejor descrita como una rama de cámara del rock progresivo, el soft rock o el "pop orquestal".

### Escalonamiento
Una de las canciones del grupo, Rainbow Chaser es considerada la primera en haber grabado utilizando la técnica de audio conocida como alternaciones en fase que también sería utilizada en grabaciones como Lucy in the Sky with Diamonds de The Beatles y Itchycoo Park de Small Faces. El escalonamiento, como también es llamado, estaba fuertemente identificado con el estilo musical del '67 conocido como psicodelia y como Rainbow Chaser fue la única canción del grupo que alcanzó un éxito comercial completo llegando al número 34 en la UK Singles chart durante mayo de 1968, a la banda desde entonces se le etiquetó como psicodélica. Sin embargo, a pesar del nombre, de fotografías promocionales en la cubierta de su primer disco vistiendo un estilo flower-power que pudiese ser asociado con música drogadicta y de un estilo de guitarras en distorsión; la banda no tuvo realmente asociaciones con ese estilo de música. De hecho Rainbow Chaser fue la única grabación de Nirvana que tenía escalonamientos o cualquier otro elemento de la música psicodélica.

## Quiénes trabajaron con Nirvana
Grandes productores, arreglistas e ingenieros de los años 1970 trabajaron con Nirvana incluso antes de hacerlo con The Beatles y los Rolling Stones, entre ellos:
- Chris Blackwell, fundador de Island Records que produjo la banda antes de su gran éxito produciendo la música de Bob Marley.
- Tony Visconti, arreglista y productor que había antes trabajado con David Bowie, Marc Bolan, los Moody Blues y U2 entre otros.
- Mike Vickers, parte de Manfred Mann y arreglista multi-instrumental que trabajó con Nirvana en 1968 y 1969 antes de su exhaustivo trabajo con el sintetizador en el Abbey Road de The Beatles.
- Jimmy Miller, productor nacido en los Estados Unidos que trabajó con ellos justo antes de comenzar su labor con los Rolling Stones en los álbumes Beggars Banquet, Exile on Main St. y It's Only Rock 'n' Roll.
- Chris Thomas, productor en cuya carrera se encuentran trabajos con The Beatles, Procol Harum, Roxy Music, Pink Floyd (The Dark Side of the Moon), Sex Pistols y INXS.
- Guy Stevens, ejecutivo y productor que trabajó con Mott the Hoople.
- Brian Humphries, ingeniero de grabaciones que comenzó a colaborar con Nirvana antes de trabajar en el álbum Traffic, el Paranoid de Black Sabbath, McDonald and Giles y Pink Floyd (en Wish You Were Here y Animals).

Otros que trabajaron en producción con Nirvana fueron Muff Winwood (Spencer Davis Group) y el arreglista/productor Mike Hurst, quien trabajó con Jimmy Page, Cat Stevens, Manfred Mann, Spencer Davis Group y Colin Blunstone; también el arreglista Johnny Scott que fue parte del grupo de producción de The Hollies y filmes como The Shooting Party y Greystoke.
Grandes músicos que tocaron con Nirvana fueron Lesley Duncan, Herbie Flowers, Billy Bremner, Luther Grosvenor, Wynder K. Frogg, Clem Cattini y el equipo completo de la banda Spooky Tooth.

## Discografía
- The Story Of Simon Simopath 1967
- All Of Us 1968
- To Markos III 1970
- Local Anaesthetic 1972
- Songs Of Love And Praise 1973
- Black Flower 1987
- Travelling On A Cloud 1992
- Secret Theatre 1994
- Orange And Blue 1996
- Chemistry (box set) 1997
- Forever Changing 2000